# Osmín Hernández (football)
Osmín Hernández Hernández (né le 15 juillet 1972 à San Cristóbal) est un footballeur cubain, qui évoluait au poste d'attaquant. Il est désormais entraîneur.

## Biographie

### Carrière de joueur

#### En club
Joueur majeur du FC Pinar del Río durant les années 1990, où il est sacré champion de Cuba à deux reprises en 1992 et 1995, Hernández devient meilleur buteur du championnat deux fois d'affilée en 1996 et 1997 (voir palmarès). Il est prêté en 1999, avec 15 autres joueurs, au Bonner SC, club de 4e division allemande. De retour à Cuba, il redevient champion une troisième fois avec son club de Pinar del Río lors de la saison 1999-2000.
Il est à nouveau prêté en 2005, cette fois-ci au Flekkerøy IL, club de 3e division norvégienne en compagnie de son compatriote Serguei Prado. Il y dispute 16 matches au total. Revenu au sein du FC Pinar del Río, il y connaît un dernier sacre en 2006 avant de raccrocher les crampons cette même année.

#### En équipe de Cuba
International cubain de 1995 à 2004 (46 sélections et 12 buts marqués), Hernández participe à la Gold Cup 1998 (1er tour) ainsi qu'aux Coupes caribéennes des nations de 1995 (demi-finaliste) et 1999 (finaliste). Il dispute aussi les qualifications aux Coupes du monde de 1998, 2002 et 2006 (18 matchs, un but).
Buts en sélection
| Buts en sélection d'Osmín Hernández (liste partielle) | Buts en sélection d'Osmín Hernández (liste partielle) | Buts en sélection d'Osmín Hernández (liste partielle)     | Buts en sélection d'Osmín Hernández (liste partielle) | Buts en sélection d'Osmín Hernández (liste partielle) | Buts en sélection d'Osmín Hernández (liste partielle) | Buts en sélection d'Osmín Hernández (liste partielle) |
|                                                       | Date                                                  | Lieu                                                      | Adversaire                                            | Score                                                 | Résultat                                              | Compétition                                           |
| ----------------------------------------------------- | ----------------------------------------------------- | --------------------------------------------------------- | ----------------------------------------------------- | ----------------------------------------------------- | ----------------------------------------------------- | ----------------------------------------------------- |
| 1.                                                    | 23 mai 1995                                           | Estadio Quisqueya, Santo Domingo (République dominicaine) | Antilles néerlandaises                                |                                                       | 3-0                                                   | QCAR 1995                                             |
| 2.                                                    | 23 mai 1995                                           | Estadio Quisqueya, Santo Domingo (République dominicaine) | Antilles néerlandaises                                |                                                       | 3-0                                                   | QCAR 1995                                             |
| 3.                                                    | 25 mai 1995                                           | Estadio Quisqueya, Santo Domingo (République dominicaine) | République dominicaine                                |                                                       | 3-0                                                   | QCAR 1995                                             |
| 4.                                                    | 27 mai 1995                                           | Estadio Quisqueya, Santo Domingo (République dominicaine) | Porto Rico                                            |                                                       | 9-0                                                   | QCAR 1995                                             |
| 5.                                                    | 27 mai 1995                                           | Estadio Quisqueya, Santo Domingo (République dominicaine) | Porto Rico                                            |                                                       | 9-0                                                   | QCAR 1995                                             |
| 6.                                                    | 27 mai 1995                                           | Estadio Quisqueya, Santo Domingo (République dominicaine) | Porto Rico                                            |                                                       | 9-0                                                   | QCAR 1995                                             |
| 7.                                                    | 21 juillet 1995                                       | Independence Park, Montego Bay (Jamaïque)                 | Jamaïque                                              |                                                       | 2-1                                                   | CAR 1995                                              |
| 8.                                                    | 27 juillet 1995                                       | Truman Bodden Sports Complex, George Town (Îles Caïmans)  | Saint-Vincent-et-les-Grenadines                       | 1-0                                                   | 2-3                                                   | CAR 1995                                              |
| 9.                                                    | 28 août 1996                                          | Estadio Francisco Morazán, San Pedro Sula (Honduras)      | Honduras                                              | 1-2                                                   | 2-2                                                   | Match amical                                          |
| 10.                                                   | 2 avril 2000                                          | Estadio Pedro Marrero, La Havane (Cuba)                   | Suriname                                              | 1-0                                                   | 1-0                                                   | QCM 2002                                              |
| 11.                                                   | 24 juin 2001                                          | ?? (Belize)                                               | Belize                                                | 1-0                                                   | 2-3                                                   | Match amical                                          |

NB : Les scores sont affichés sans tenir compte du sens conventionnel en cas de match à l'extérieur (Cuba-Adversaire).

## Palmarès

### Palmarès de joueur

#### En club
- Champion de Cuba à quatre reprises en 1991-1992, 1995, 1999-2000 et 2006 avec le FC Pinar del Río.

#### En équipe de Cuba
- Finaliste de la Coupe caribéenne des nations en 1999.

#### Distinctions individuelles
- Deux fois meilleur buteur du championnat de Cuba de football en 1996 et 1997 avec 7 et 5 buts respectivement[5].

### Palmarès d'entraîneur
- Vainqueur du Torneo de Ascenso (D2 cubaine) en 2017 avec le FC Artemisa[6].